# Adelaida Pedrosa Roldán
María Adelaida Pedrosa Roldán (Elda, 1966) és una política valenciana. Militant del Partit Popular, diputada a les Corts Valencianes, alcaldessa d'Elda, diputada al Congrés dels Diputats i senadora per Alacant.

## Biografia
S'inicia a la política el 1995, quan és escollida regidora a l'ajuntament del seu poble pel PP i l'alcalde Camilo Valor la nomena regidora de festes i participació ciutadana.
L'any 1999 el sindicat CCOO va denunciar en els tribunals que l'Hospital d'Elda va decidir contractar de forma irregular Adela Pedrosa com a auxiliar administrativa; el Tribunal va donar la raó al sindicat dels treballadors i, en ser recorreguda la sentència, el Tribunal Superior de Justícia de la Comunitat Valenciana (TSJ) va ratificar-la, i hagué de deixar el treball que havia aconseguit de forma irregular.
El 1999 és assessora en matèria mediambiental de la Diputació d'Alacant fins al 2003 quan trasllada la seua activitat a València, ja que és escollida diputada a les Corts Valencianes a les eleccions autonòmiques del mateix any. Un any més tard, recent elegit president del PPCV Francisco Camps nomena a Pedrosa Secretària General del partit, càrrec que va mantindre fins a la seua proclamació com a alcaldessa d'Elda, en guanyar les eleccions per majoria absoluta i desbancant al socialista Juan Pascual Azorín.
Va obtenir novament escó a les eleccions a les Corts Valencianes de 2007. El 2008 renuncià a l'escó i es presentà a les eleccions generals espanyoles per la província d'Alacant aconseguint l'acta de diputada al Congrés dels Diputats de Madrid. A les eleccions generals espanyoles de 2015 i 2016 fou escollida senadora per Alacant